# Raïon de Kletsk
Le raïon de Kletsk (en biélorusse : Клецкі раён, Kletski raïon ; en russe : Клецкий район, Kletski raïon) est une subdivision de la voblast de Minsk, en Biélorussie. Son centre administratif est la ville de Kletsk.

## Géographie
Le raïon couvre une superficie de 974 km2, dans le sud-ouest de la voblast. Il est limité au nord par le raïon de Niasvij, à l'est par le raïon de Kapyl, au sud-est par le raïon de Salihorsk, au sud et à l'ouest par la voblast de Brest (raïon de Hantsavitchy et raïon de Liakhavitchy).

## Histoire
Le raïon de Kletsk a été créé le 15 janvier 1940, peu après l'annexion de la Pologne orientale par l'Union soviétique. Il fit d'abord partie de l'oblast de Baranovitchi, puis fut rattaché à l'oblast de Minsk en 1954.

## Population

### Démographie
Les résultats des recensements de la population (*) font apparaître une diminution continue de la population depuis 1959. Ce déclin s'est accéléré dans les premières années du XXIe siècle :
Recensements (*) ou estimations de la population :
| 1959*  | 1970*  | 1979*  | 1989*  | 1999*  | 2009*  |
| ------ | ------ | ------ | ------ | ------ | ------ |
| 53 247 | 51 321 | 46 679 | 43 652 | 40 828 | 32 302 |

### Nationalités
Selon les résultats du recensement de 2009, la population du raïon se composait de trois nationalités principales :
- 93,63 % de Biélorusses ;
- 3,87 % de Russes ;
- 1,35 % de Polonais.

### Langues
En 2009, la langue maternelle était le biélorusse pour 92.4 % des habitants du raïon de Kletsk et le russe pour 6,86 %. Le biélorusse était parlé à la maison par 85,5 % de la population et le russe par 13,7 %.